# 549. pr. Kr.
◄ | 7. stoljeće pr. Kr. | 6. stoljeće pr. Kr. | 5. stoljeće pr. Kr. | ►
◄ | 570-ih pr. Kr. | 560-ih pr. Kr. | 550-ih pr. Kr. | 540-ih pr. Kr. | 530-ih pr. Kr. | 520-ih pr. Kr. | 510-ih pr. Kr. | ►
◄◄ | ◄ | 552. pr. Kr. | 551. pr. Kr. | 550. pr. Kr. | 549 pr. Kr. | 548. pr. Kr. | 547. pr. Kr. | 546. pr. Kr. | ► | ►►
Astronomija

## Događaji
- Uz Harpagovu pomoć perzijski vladar Kir Veliki vodi svoju vojsku protiv Medijaca i pada medijski glavni grad Ekbatana, čime je i samo Medijsko Carstvo konačno bilo osvojeno.
- Konvencijski se uzima da je 28. lipnja smrću cara Suizeija okončala njegova vladavina Japanom.

## Rođenja
- Darije I. Veliki, perzijski kralj iz iranske dinastije Ahemenida

## Smrti
- Suizei, japanski car (pretpostavljena godina)